# Panteizm

Paralelizm Spinozy

Panteizm (z gr. pan „wszystko”, theos „Bóg”) – pogląd filozoficzno-religijny (niekiedy teologiczny) utożsamiający wszystko z Bogiem lub absolutem. Neguje istnienie boga osobowego, głosi zaś przenikanie absolutu we wszystkie substancje jakie istnieją. Panteizm często łączył się z ideami rozumnego rozwoju wszechświata, jedności, wieczności oraz żywości świata materialnego. 
Do ważniejszych filozofii panteistycznych można zaliczyć stoicyzm, neoplatonizm, teozofię, filozofię Jana Szkota Eriugeny, Giordana Bruna oraz Barucha Spinozy. Idee panteizmu głosiło też wiele ruchów religijnych: m.in. średniowieczni amalrycjanie i begardzi. Koncepcja ta nie ma natomiast nic wspólnego z ideą przebóstwienia (theopoiesis) wyznawaną w chrześcijaństwie, zwłaszcza w prawosławiu, która głosi możliwość powrotu dusz do Boga i połączenia z Bogiem.

## Historia
Termin panteizm pochodzi od greckiego słowa pan (gr. πᾶν) oznaczającego „wszystko” oraz theos (θεός) oznaczającego boga, rozumianego szerzej jako istotę teizmu. Po raz pierwszy tego określenia użył Joseph Raphson w swojej pracy De spatio reali, opublikowanej w 1697 roku. Terminem „panteizm” posłużył się także irlandzki pisarz John Toland w swojej pracy z roku 1705 Socinianism Truly Stated, by a Pantheist.

## Ostatnie wydarzenia
Wiek XX był okresem ponownego odrodzenia panteizmu. Współgrała ona z rozwijającą się społeczną świadomością ekologiczną.
W 1954 Albert Einstein napisał: „słowo Bóg jest dla mnie niczym więcej, jak wyrażeniem i owocem ludzkiej słabości, Biblia zbiorem treści o szacunku i miłości, ale nadal prymitywnych legend, które są niemniej jednak bardzo dziecinne”, „Nie wierzę w osobowego Boga i nigdy temu nie zaprzeczałem, nawet wyrażałem się jasno”. Swoje panteistyczne wierzenia wyraził następująco: „Jeżeli jest we mnie coś, co może zostać nazwane religią, to jest to bezgranicznym podziwem dla struktury świata, którego obraz objawia nam nasza nauka”.

## Podział
Panteizm można pojmować najprościej dwoma antagonistycznymi stanowiskami:
- naturalistycznie
- spirytualistycznie (które jest również pewnym stanowiskiem idealizmu)

Naturalizm to stanowisko, które głosi, że istnieją wyłącznie przedmioty, rzeczy, zjawiska należące do przyrody. Odrzuca istnienie zjawisk ponadnaturalnych, neguje również jakąkolwiek transcendencję. Poprzez odrzucenie boga jako stwórcy świata oraz ideę jego nad światem opatrzności wyjaśnia rozwój społeczeństwa jako rozwój praw rządzących przyrodą.
Spirytualizm to stanowisko, według którego aby istniały idee, muszą istnieć umysły, które te idee noszą. Umysły są substancjami, istnieją samodzielnie i są czynne. Bez nich nie mogłyby istnieć idee, jak też nie mogłyby istnieć bez duchów czynnych. "Byt idei polega na tym, że postrzegają".

## Panteizm Spinozy
Poruszając kwestię boga, Baruch Spinoza przeprowadzał dowód ontologiczny – wnioskował, że skoro w umyśle istnieje pojęcie rzeczy najdoskonalszej, to musi ona istnieć realnie. Bóg to substancja, czyli przyczyna samej siebie, niemająca żadnej zewnętrznej przyczyny sprawczej: „Przez substancję rozumiem to, co istnieje samo w sobie i pojmowane jest samo przez się”. W ten sposób bóg został złączony z naturą, ale również pozbawiony nimbu Stwórcy świata, który nie mógł być wykreowany, skoro samemu będąc substancją – bogiem – jest wieczny i nieskończony.
Jedność boga z naturą i brak rozróżnienia natury – były to dwie podwaliny Spinozjańskiego systemu filozoficznego – monizmu panteistycznego. „Nie może też natura ta istnieć poza bogiem; gdyby bowiem poza bogiem istniała, to jedna i ta sama natura, która zawiera w sobie konieczne istnienie, istniałaby podwójnie; to zaś (…) jest niedorzecznością”.
Pomimo tego substancja przejawia się w dwóch porządkach:
- rozciągłości – jest ciałem,
- myślenia – jest ideą.

Oba porządki są zgodne i to, co dzieje się z ciałem, to także dzieje się z duszą. Z tego też wynika koncepcja człowieka – nie jest on złożony z dwóch oddzielnych części: duszy oddzielonej od ciała i ciała pozbawionego myśli, lecz raczej spójnym bytem, który można rozpatrywać w dwóch różnych aspektach. „Mówimy tu bowiem wyłącznie o tych atrybutach, które wolno nazwać atrybutami w sensie właściwym, tj. tymi, dzięki którym dochodzimy do znajomości boga samego w sobie, nie zaś boga jako działającego na zewnątrz”. A jednocześnie przecież człowiek stanowi jedną z emanacji substancji, tworzy jedność z naturą, która jest jego rzeczywistością.
Samym światem rządzą stałe prawa. „Nie istnieje nic, z czego natury nie wynikałby jakiś skutek”. Nie ma jednak jakiegoś celu, a wszystko powodowane jest mechanizmami przyczynowo-skutkowymi: „Przyroda nie postawiła sobie żadnego celu, a wszystkie przyczyny celowe są jedynie ludzkimi urojeniami”. Światem rządzą stałe prawa, a przypadek to wyłącznie wytwór ludzkiego umysłu, niewiedzy i nieznajomości przyczyn oraz mechanizmów. Wszystko jest zdeterminowane, co oznacza, że każdy moment zawiera w sobie całą przeszłość i całą przyszłość. Spinoza obala także utarte pojmowanie czasu, twierdząc, że są to tylko subiektywne sposoby pojmowania rzeczy. Czas – to jak się powszechnie uważa – pewna fragmentaryzacja, a przecież świat to jedność, którą rozpatrywać można tylko całościowo.